# Тещук Віктор Йосипович
Тещук Віктор Йосипович (19 листопада 1964, м. Славута, Хмельницька область) — український військовий, лікар, науковець, полковник медичної служби Збройних Сил України, кандидат медичних наук, доцент, магістр державного управління, лікар-невролог вищої кваліфікаційної категорії. Начальник ангіоневрологічного відділення клініки нейрохірургії і неврології Військово-медичного клінічного центру Південного регіону України, полковник медичної служби, учасник АТО.

## Освіта і трудова діяльність (служба)
- у 1985 року закінчив 4-и курси лікувального факультету Івано-Франківського державного медичного інституту [2],
- у 1987 році закінчив військово-медичний факультет Куйбишевського медичного інституту. Працював начальником медичного пункту в/ч 20152, старшим ординатором неврологічного відділення 113 ВГ.
- з 1993-го — невролог.

## Науковий доробок
Автор наукових статей, методичних рекомендацій, монографій.

## Нагороди
За особисту мужність, сумлінне та бездоганне служіння Українському народові, зразкове виконання військового обов'язку відзначений — нагороджений
- 21 січня 2017 року — званням Заслуженого лікаря України[5]

## Публікації
1. Підходи до лікування післятравматичних стресових розладів у військовослужбовців — учасників антитерористичної операції
2. Досвід застосування ноофену у відновному лікуванні гострих порушень мозкового кровообігу в умовах ВМКЦ
3. Гістологічна картина уражень головного мозку при гострих порушеннях мозкового кровообігу за ішемічним типом
4. Досвід застосування медотиліну при лікуванні пацієнтів з гострими порушеннями мозкового кровообігу
5. ЗАСТОСУВАННЯ НЕОТОНУ В КОМПЛЕКСІ З МАГНІТО ЛАЗЕРНОЮ ТЕРАПІЄЮ ПРИ ЛІКУВАННІ ГОСТРИХ ПОРУШЕНЬ МОЗКОВОГО КРОВООБІГУ ЗА …
6. Влияние Медотилина на функциональное состояние пациентовпосле перенесенных острых нарушений мозгового кровообращения
7. ОПЫТ ПРИМЕНЕНИЯ МЕДОТИЛИНА ПРИ ЛЕЧЕНИИ ПАЦИЕНТОВС ОСТРЫМИ НАРУШЕНИЯМИ МОЗГОВОГО КРОВООБРАЩЕНИЯ
8. КЛИНИКО-ЭЛЕКТРОФИЗИОЛОГИЧЕСКИЕ СОПОСТАВЛЕНИЯ ПРИ ПОСТИНСУЛЬТНОМ ТАЛАМИЧЕСКОМ БОЛЕВОМ СИНДРОМЕ
9. МАГНИТО РЕЗОНАНСНО ТОМОГРАФИЧЕСКИЕ И ЭЛЕКТРОНЕЙРОМИОГРАФИЧЕСКИЕ ПОКАЗАТЕЛИ В ОСТРОЙ ФАЗЕ ДИСКО РАДИКУЛЯРНОГО …
10. Досвід застосування ламотриджину під час лікування симпатико адреналових кризів
11. Вплив Медотиліну на функціональний стан пацієнтів після перенесених гострих порушень мозкового кровообігу
12. Комплексне лікування ішемічних інсультів у поєднанні з серцево-судинною патологією
13. Патологоанатомічні особливості перебігу гострих порушень Мозкового кровообігу
14. Динаміка когнітивних змін у хворих із наслідками гострих порушень мозкового кровообігу
15. РОЛЬ РІВНЯ ГЛЮКОЗИ КРОВІ У ПАЦІЄНТІВ, ЩО ПЕРЕНЕСЛИ ГОСТРІ ПОРУШЕННЯ МОЗКОВОГО КРОВООБІГУ
16. РОЛЬ УЛЬТРАЗВУКОВОЇ ДОПЛЕРОГРАФІЇ ТА ТРАНСКРАНІАЛЬНОЇ ДОПЛЕРОГРАФІЇ В ДІАГНОСТИЦІ ГОСТРИХ ПОРУШЕНЬ МОЗКОВОГО КРОВООБІГУ
17. ДО ПИТАННЯ ПРО ПАТОЛОГОАНАТОМІЧНІ ОСОБЛИВОСТІ ПЕРЕБІГУ ГОСТРИХ ПОРУШЕНЬ МОЗКОВОГО КРОВООБІГУ
18. Післяреанімаційна хвороба у пацієнтів, котрі перенесли гострі порушення мозкового кровообігу
19. Синдром дисемінованого внутрішньосудинного згортання у пацієнтів, котрі перенесли гострі порушення мозкового кровообігу
20. Досвід лікування ендометріоідної хвороби та попереково-крижового больового синдрому у хворих шляхом застосування резонансної магніто-квантової …
21. ДО ПИТАННЯ ДІАГНОСТИКИ ТА ЛІКУВАННЯ ДЕПРЕСІЙ В АНГІОНЕВРОЛОГІЧНІЙ ПРАКТИЦІ
22. Короткострокове перебування в стаціонарі та здійснення симультанних операцій у гінекологічних хворих з різноманітною хірургічною патологією на тлі ...
23. Підходи до лікування післятравматичних стресових розладів у військовослужбовців-учасників антитерористичної операції
24. ДОСВІД ЗАСТОСУВАННЯ ГІПЕРБАРИЧНОЇ ОКСИГЕНАЦІЇ ПРИ ЛІКУВАННІ ГОСТРИХ ПОРУШЕНЬ МОЗКОВОГО КРОВООБІГУ В УМОВАХ ВІЙСЬКОВО …
25. До питання про патологоанатомічні особливості перебігу гострих порушень мозкового кровообігу
26. Досвід застосування неотону при лікуванні гострих порушень мозкового кровообігу
27. ДО ПИТАННЯ ПРО РЕФОРМУВАННЯ МЕДИЦИНИ В УКРАЇНІ[недоступне посилання з липня 2019]
28. Травматичні ушкодження периферійних нервів у військовослужбовців–учасників антитерористичної операції
29. Планування впровадження медичних інформаційних систем в умовах ангіоневрологічного відділення військово-медичного клінічного центру південного …
30. ПАТОФІЗІОЛОГІЧНІ ОСОБЛИВОСТІ ПЕРЕБІГУ ГОСТРИХ ПОРУШЕНЬ МОЗКОВОГО КРОВООБІГУ
31. Внедрение современных медицинских систем на примере ангионеврологического отделения
32. Використання сучасних медичних інформаційних технологій в практиці лікування ангіоневрологічних захворювань з метою удосконалення державної системи охорони здоров'я жителів Одещини http://www.oridu.odessa.ua/9/buk/E-10.pdf
33. Планування впровадження медичних інформаційних систем в умовах ангіоневрологічного відділення Військово-медичного клінічного центру Південного регіону України для удосконалення системи державного управління надання медичної допомоги жителям http://www.oridu.odessa.ua/9/new_options/pdf/011/Zbirnuk-4(72)-2018.pdf
34. http://irbis-nbuv.gov.ua/cgi-bin/irbis_nbuv/cgiirbis_64.exe?C21COM=2&I21DBN=UJRN&P21DBN=UJRN&IMAGE_FILE_DOWNLOAD=1&Image_file_name=PDF/zbnpva_2014_1_22.pdf
35. ПРИМЕНЕНИЕ МАТЕМАТИЧЕСКИХ МОДЕЛЕЙ ОБРАБОТКИ МЕДИЦИНСКОЙ ДИАГНОСТИЧЕСКОЙ ИНФОРМАЦИИ В МЕДИЦИНСКИХ ИНФОРМАЦИОННЫХ СИСТЕМАХ http://dspace.nbuv.gov.ua/bitstream/handle/123456789/136361/25-Kolchin.pdf?sequence=1

1. ↑  Військово-медичний клінічний центр Південного регіону.
2. ↑  Івано-Франківський національний медичний університет.
3. ↑  Каталог Національної бібліотеки імені Вернадського/Тещук В.Й/.
4. ↑  Google Академія.
5. ↑  Указ Президента України від 21 січня 2017 року  №11/2017.